# E. C. Vivian
Pour les articles homonymes, voir Vivian.
Evelyn Charles Henry Vivian, pseudonyme de Evelyn Charles Henry Cannell, né le 19 octobre 1882, à Bedingham, dans le Norfolk, et mort à Londres le 21 mai 1947, est un auteur britannique de nombreux récits de littérature populaire.  Il signe E. C. Vivian la plupart de ses récits policiers et utilise d’autres pseudonymes, dont Jack Mann pour ses récits fantastiques et Barry Lynd pour ses romans westerns.

## Biographie
Dans sa jeunesse, il change légalement son nom, Charles Henry Cannell, pour Evelyn Charles Henry Cannell. Il prend part à la Guerre des Boers en Afrique du Sud.  Il est ensuite journaliste pour le Daily Telegraph.
Il amorce sa carrière littéraire en publiant sous le pseudonyme E. Charles Vivian des récits d’aventures, des nouvelles pour des magazines populaires britanniques et un premier roman policier, Following Feet, en 1911. Pendant la Première Guerre mondiale, il donne surtout des ouvrages de propagande sur l’armée britannique. 
Dans les années 1920, il publie sous la signature de Charles Cannell des romans situés dans un univers oriental stylisé et se lance, sous le pseudonyme E. C. Vivian, dans le fantasy et la science-fiction. Pendant la décennie suivante, il signera ses textes de fantasy du pseudonyme Jack Mann, tout comme les enquêtes de Gregory George Gordon Green, surnommé Gees, qui mêlent intrigues policières et fantastique, et celles du détective Rex Coulson.
Le roman policier devient le genre de prédilection de E. C. Vivian dans les années 1930. Il crée alors, outre Gees et Rex Coulson, deux autres enquêteurs récurrents : Terence Byrne pour trois titres, et surtout l’inspecteur Jerry Head pour un cycle de douze romans, dont quatre ont été traduits en français.  Il fait également paraître des westerns sous le pseudonyme de Barry Lynd.
Son dernier titre est un roman policier, Arrested, publié de façon posthume en 1949.

## Œuvre

### Romans

#### SérieTerence Byrne
- Girl in the Dark (1933)
- The Man With the Scar (1940)
- Vain Escape (1952)

#### SérieInspecteur Jerry Head
- Accessory After (1934)
- Shadow on the House (1934)
- Seventeen Cards (1935) Publié en français sous le titre Dix-sept cartes, Paris, Librairie des Champs-Élysées, Le Masque no 221, 1936
- Cigar for Inspector Head (1935) Publié en français sous le titre Le Cigare de l’inspecteur Head, Paris, R. Simon, coll. Police-Secours, 1936
- Who Killed Gatton? (1936) Publié en français sous le titre Qui tua Gatton ?, Paris, Nouvelle Revue Critique, L’Empreinte no 98, 1936
- With Intent to Kill (1936)
- .38 Automatic (1937)
- Tramps’ Evidence ou The Barking Dog Murder Case (1937) Publié en français sous le titre L’Inévitable Verdict, Paris, R. Simon, coll. Police-Secours, 1938
- Evidence in Blue ou The Man in Grey (1938)
- The Rainbow Puzzle (1938)
- Touch and Go (1939)
- Problem by Rail (1939)

#### Autres romans policiers
- Following Feet (1911)
- The Forbidden Door (1927)
- Innocent Guilt (1931)
- False Truth (1932)
- Ladies in the Case (1933)
- The Keys of the Flat (1933)
- Jewels Go Back (1934) Publié en français sous le titre Le Collier de Mme Lienbaum, Paris, R. Simon, coll. Police-Secours, 1938
- The Capsule Mystery (1935) Publié en français sous le titre Un drame à l’institut de beauté, Paris, Nouvelle Revue Critique, L’Empreinte no 95, 1936
- The Impossible Crime (1940)
- And Then There Was One (1941)
- Curses Come Home (1942)
- Dangerous Guide (1943)
- She Who Will Not (1945)
- Arrested (1949), publication posthume

#### SérieRex Coulsonsignée Jack Mann
- Reckless Coulson (1933)
- Coulson Goes South (1933)
- Dead Man's Chest (1934)
- Egyptian Nights (1934)
- Detective Coulson (1935)
- Coulson Alone (1936)

#### SérieDétective Geessignée Jack Mann
- Gees’ First Case (1936)
- Grey Shapes (1937)
- Nightmare Farm (1937)
- Maker of Shadows (1938)
- The Kleinart Case (1938)
- The Ninth Life (1939)
- Her Ways are Death (1939)
- The Glass Too Many (1940)

#### Romans historiques
- A Scout of the ’45 (1923)
- The Black Prince (1936)

#### Roman de science-fiction
- Star Dust (1925)

#### Série fantasyAia
- Fields of Sleep ou The Valley of the Silent Men (1923)
- People of the Darkness (1924)

#### Série fantasyAtlantis
- The Lady of the Terraces (1925)
- A King There Was (1926)

#### Fantasy
- Passion-Fruit (1912)
- The City of Wonder ou City of Wonder (1922)
- The Forbidden Door (1927)
- The Tale of Fleur (1929)
- Woman Dominant (1930)

#### Westerns signés Barry Lynd
- Trailed Down (1938)
- Dude Ranch (1938)
- Ghost Canyon (1939)
- Riders to Bald Butte (1939)
- The Ten-Buck Trail (1941)
- George on the Trail (1942)

#### SérieRobin des Bois
- Robin Hood (1906)
- Robin Hood and His Merry Men (1927)

#### Romans d’aventures
- The Shadow of Christine (1907)
- The Woman Tempted Me (1909)
- Wandering of Desire (1910)
- Divided Ways (1914)
- The Young Man Absalom (1915)
- The Yellow Streak: A story of the South African Veld (1921)
- Man Alone (1928)
- Nine Days (1928)
- One Tropic Night (1930)
- Double or Quit (1930)
- Delicate Fiend (1930)
- Unwashed Gods (1931)
- Infamous Fame (1932)
- Samson (1944)
- Other Gods (1945)

#### Romans signés Charles Cannell
- The Guarded Woman (1923)
- Broken Couplings (1923)
- Barker's Drift (1924)
- Ash (1925)
- Guardian of the Cup (1925)
- The Passionless Quest (1926)
- The Moon and Chelsea (1928)
- And the Devil (1931)

### Novélisation
- Shooting Stars (1928)

### Autres publications
- The British Army from Within (1914)
- With the Royal Army Medical Corps at the Front (1914)
- Peru: Illustrated (1914)
- The Way of the Red Cross (1915), en collaboration avec J. E. Hodder Williams
- With the Scottish Regiments at the Front (1916)
- A History of Aeronautics (1921), en collaboration avec W. L. Marsh
- Hear this One? : a Book of Funny Stories (1922)

### Nouvelles

#### Signées E. C. Vivian
- The Little God with Moving Eyes (1914)
- The Ghost Bear (1914)
- Billy’s Gun (1914)
- Together (1915), nouvelle de fantasy
- The Hoard of the Devil-Tree (1916)
- Laughter and Smell (1916), nouvelle fantastique
- The Box (1917)
- Merridew’s Madness (1921)
- In the Public Interest (1921)
- Behind the Gateway (1921)
- A Matter of Nerves (1921)
- In the Hand of the Wahe-Wahe (1922)
- On Wahe-Wahe (1922)
- The King’s Hairdresser (1922)
- Buckner’s Island (1923)
- White Man’s Magic (1923)
- From the Cross Road (1924)
- Getting Your Man (1924)
- Breath of Paradise (1924)
- Hell (1924)
- The Guest (1925)
- The Freedom of the Gang (1925)
- The Best Man (1928)
- Equal Shares (1932)
- Road Nonsense (1938)

#### Signées Barry Lynd
- Some Call it Fate (1925)
- MacGregor’s Partner (1925)

#### Signée Galbraith Nicolson
- The Fourth Arm (War in the Clouds): a Strange Story (1915)

#### Signées A. K. Walton
- The Multiple Cube (1917)
- The Upper Levels: a Fantasy of Tomorrow (1918)

## Sources
- Jacques Baudou et Jean-Jacques Schleret, Le Vrai Visage du Masque, vol. 1, Paris, Futuropolis, 1984, 476 p. (OCLC 311506692), p. 448-449.